# Territorio nacional de Formosa
El territorio nacional de Formosa fue la división territorial argentina creada en 1884 que antecedió a la formación de la provincia de Formosa en 1955.

## Creación del territorio nacional
Por ley nacional N.º 1532, del 16 de octubre de 1884, llamada «de Organización de los Territorios Nacionales», la Gobernación del Chaco quedó dividida en dos nuevas gobernaciones: el «territorio nacional de Formosa» —también llamado previamente «Gobernación del Bermejo»— al norte del río Teuco-Bermejo y el territorio nacional del Chaco al sur de ese curso de agua.

8.º Gobernación de Formosa, con los siguientes: Por el naciente, el río Paraguay, que divide la República de este nombre. Por el Norte, el río Pilcomayo y línea divisoria con Bolivia. Por el Oeste, una línea con rumbo Sur que partiendo de la línea anterior pase por el Fuerte Belgrano, hasta tocar el río Bermejo. Por el Sur, este río siguiéndolo por el brazo llamado Teuco, hasta su desembocadura en el Paraguay.

El gobernador era designado por el Poder Ejecutivo Nacional, con acuerdo del Senado, y duraban tres años en sus funciones, pudiendo ser designado para un nuevo período. Dependía del Ministerio del Interior. Cada uno de los cinco departamentos en que se subdividía el territorio nacional de Formosa tenía un juez de paz y un comisario de policía. La ley estableció en su artículo 7 que el gobernador se constituía como comandante en jefe de la gendarmería y guardia nacional, y que debía colocar en cada distrito un comisario de policía con su correspondiente dotación.
Desde noviembre de 1884 fue designado gobernador del territorio nacional de Formosa el general Ignacio H. Fotheringham. Su gobierno duró desde 1884 a 1887.
A partir de 1885 el territorio comenzó a tener una población criolla y blanca permanente.
Un decreto del 29 de julio de 1885 dividió el este del territorio nacional de Formosa en cuatro departamentos, separados entre sí por líneas de este a oeste, casi equidistantes.
- El Departamento I o Formosa, con cabecera en la ciudad de Formosa.
- El Departamento II con cabecera en la Colonia Dalmacia, ubicado al norte del anterior en la franja central.
- El Departamento III o Comandante Page, con cabecera en Colonia Bouvier, era el más al norte.
- El Departamento IV o Coronel Freyre, ubicado al sur, el comisario residía en General Uriburu y el juez de paz en Colonia Cano.

La región entre los ríos Pilcomayo, Paraguay y Bermejo permaneció reclamada por Bolivia hasta la firma del tratado del 10 de mayo de 1889 que fijó el límite en los ríos Bermejo y Grande de Tarija, siguiendo por el paralelo 22° S hasta el río Pilcomayo y luego por este río.
En 1894 fue creado el Departamento V al oeste del meridiano 60° O con cabecera en Colonia La Florencia. 
El censo nacional de 1895 contabilizó 4829 habitantes en Formosa, sin incluir indígenas.
En 1900 fueron fundadas las misiones franciscanas de San Francisco de Asís de Laishí y San Francisco Solano de Tacaaglé. 
En 1904 el Departamento V fue subdividido en 8 nuevos departamentos (V, VI, VII, VIII, IX, X, XI y XII), cinco de los cuales carecían de autoridades, existiendo únicamente una Comisaría de Policía en el km 612 del río Bermejo (departamento VIII) y jueces de Paz en Colonia La Florencia (departamento XI) y en El Chorro/ Alto de la Sierra (departamento XII). 
El censo nacional de 1905 contabilizó 8.431 habitantes en el territorio, sin incluir indígenas.
En 1911 el ingeniero Mariano Barilari trazó la denominada línea Barilari, que constituye el límite de Salta con el Chaco y Formosa, coincidente para esta última con el meridiano 60º 20' 17'' O. 

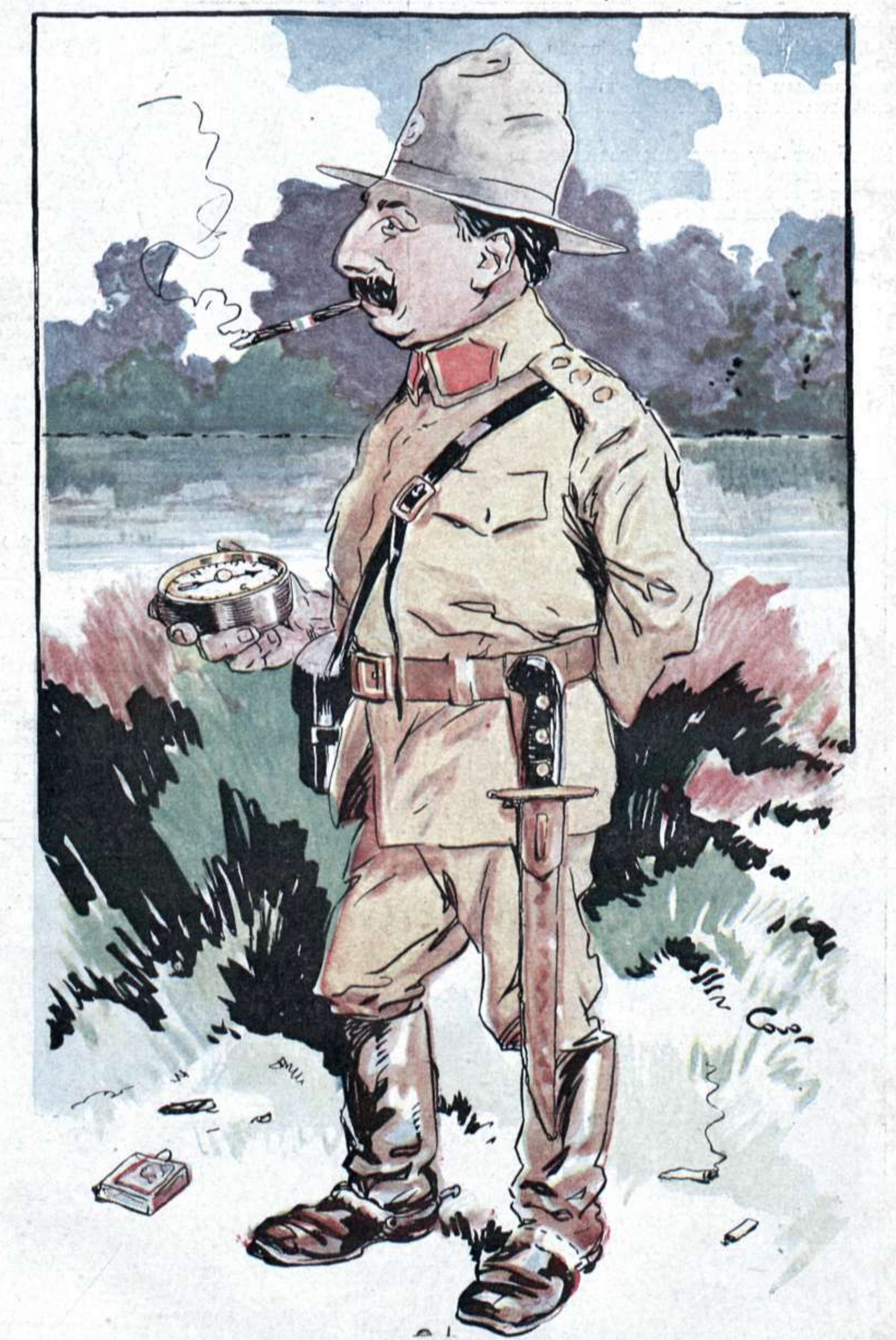
Coronel Enrique Rostagno retratado por Zavattaro (Caras y Caretas, 1911)

En 1912 el coronel Enrique Rostagno llevó a cabo la última campaña militar contra los indígenas, completando la conquista del territorio. 

En 1914 entre el 5% y el 9% de la población de Formosa eran inmigrantes de Europa (la mayoría españoles).

En 1915 el número y los límites de los departamentos fue alterado, estableciéndose los 9 actualmente existentes, cada uno subdividido en distritos catastrales.
La ley N.º 5559 de Fomento de los Territorios Nacionales, sancionada en 1908, dispuso el trazado de una línea férrea de Formosa a Embarcación (Salta). La construcción de esa línea férrea facilitó el incremento poblacional al crearse numerosos poblados. El primer tramo, entre Formosa y Pirané, fue habilitado en 1910. El segundo tramo, entre Pirané y Las Lomitas, en 1915 y el último tramo hasta Embarcación se habilitó en 1931.
Un decreto del 11 de julio de 1921, creó nueve pueblos en el trayecto ferroviario de Formosa a Las Lomitas, los cuales fueron denominados por decreto N.º 50.676 del 7 de diciembre de 1927 como: Mariano Boedo, San Hilario, Gran Guardia, Pirané, Palo Santo, Comandante Fontana, Ibarreta, Estanislao del Campo, Pozo del Tigre y Las Lomitas.
Entre 1920 y 1930 se asentaron en la colonia La Preferida, también conocida como Santa Rosa, familias de ucranianos, rusos y polacos llegados en su mayoría del Paraguay, país al que habían llegado desde Europa.
En octubre de 1947 se produjo la Masacre de Rincón Bomba e nlas Las Lomitas, allí cientos de indígenas pilagás fueron atacados con ametralladoras por la Gendarmería Nacional Argentina. La masacre se saldó con entre 400 a 500 pilagás muertos, más de 200 desaparecidos y otros 50 muertos por intoxicación alimentaria.

## Provincialización
El 15 de junio de 1955, (promulgada el 28 de junio) durante la presidencia del general Juan Domingo Perón, por ley N° 14.408 Formosa pasó a ser provincia. Recién tuvo su Constitución Provincial en 1957 y su primer gobierno constitucional en 1958.

artículo 1º: Decláranse provincias, de acuerdo con lo establecido en los artículos 13 y 68, inciso 14), de la Constitución nacional a todos los territorios nacionales con los límites que a continuación se expresan:

a) se constituirán tres provincias que tendrán respectivamente los límites de los actuales territorios nacionales de Neuquén, Río Negro y Formosa (...)

## Gobernadores
Referencias:      Interino
     Interventor Federal
     De Facto
| Fotografía | Titular                             | Período     | Observación                                   |
| ---------- | ----------------------------------- | ----------- | --------------------------------------------- |
|            | Cnel. Ignacio Hamilton Fotheringham | 1884 - 1891 |                                               |
|            | Gral. Napoleón Jerónimo Uriburu     | 1891 - 1893 |                                               |
|            | Cnel. José María Uriburu            | 1893 - 1897 |                                               |
|            | Cnel. José María Uriburu            | 1897 - 1901 |                                               |
|            | Gral. Lorenzo Vintter               | 1901 - 1904 |                                               |
|            | Dr. Lucas L.Olmos                   | 1904 - 1906 |                                               |
|            | Dr. Armando Artaza                  | 1906 - 1910 | Interino                                      |
|            | Dr. Juan José Silva                 | 1910 - 1916 |                                               |
|            | Tte. Cnel. Juan José Comas          | 1916 - 1921 |                                               |
|            | Tte. Cnel. Pedro Quijano            | 1921 - 1924 |                                               |
|            | Cap. Nav. José Yalour               | 1924 - 1925 |                                               |
|            | Cnel. Luis Chauosiño                | 1925 - 1928 |                                               |
|            | Dr. Manuel Martín Racedo            | 1928 - 1929 |                                               |
|            | Cnel. Benjamín Eduardo González     | 1929 - 1931 |                                               |
|            | Dr. Raúl Carranza                   | 1931 - 1932 |                                               |
|            | Cnel. Félix Toledo                  | 1932 - 1935 |                                               |
|            | Tte. Cnel. Federico Zambianchi      | 1935 - 1941 |                                               |
|            | Dr. Federico Ovejero                | 1941 - 1943 |                                               |
|            | Dr. Enrique Carriego                | 1943        | Interino                                      |
|            | Cnel. Conrado Sztyrle               | 1943 - 1945 | De facto                                      |
|            | Dr. Luis Rosado                     | 1945 - 1946 |                                               |
|            | Dr. Rolando de Hertelendy           | 1946 - 1950 | Interino. Primer gobernador nacido en Formosa |
|            | Cnel. Arturo Iglesias Paiz          | 1950 - 1955 | Interino                                      |